# Gerhard Auer
Gerhard Auer   (Teplá, 29 de juny de 1943 - Rodalben, 21 de setembre de 2019) fou un remer alemany que va competir sota bandera de la República Federal Alemanya durant les dècades de 1960 i 1970.
El 1972 va prendre part en els Jocs Olímpics d'Estiu de Múnic, on guanyà la medalla d'or en la quatre amb timoner del programa de rem. Formà equip amb Peter Berger, Hans-Johann Färber, Alois Bierl i Uwe Benter.
En el seu palmarès també destaquen una medalla d'or al Campionat del Món de rem de 1970 i dues medalles d'or al Campionat d'Europa de rem, el 1969 i 1971. El 1976 guanyà un campionat nacional.